# Edvin Kurtulus
Edvin Kurtulus (Halmstad, 5 de marzo de 2000) es un futbolista sueco que juega en la demarcación de defensa para el PFC Ludogorets Razgrad de la Primera Liga de Bulgaria.

## Selección nacional
Hizo su debut con la selección de fútbol de Suecia en un encuentro de la Liga de Naciones de la UEFA 2022-23 contra Serbia que finalizó con un resultado de 0-1 a favor del combinado serbio tras un gol de Luka Jović.

## Clubes
| Club                   | País     | Año       | Partidos | Goles |
| ---------------------- | -------- | --------- | -------- | ----- |
| Halmstads BK           | Suecia   | 2019-2021 | 66       | 1     |
| Hammarby IF            | Suecia   | 2022-2024 | 78       | 4     |
| PFC Ludogorets Razgrad | Bulgaria | 2024-     | 41       | 1     |

## Palmarés

### Títulos nacionales
| Título                   | Club                   | País     | Año  |
| ------------------------ | ---------------------- | -------- | ---- |
| Supercopa de Bulgaria    | PFC Ludogorets Razgrad | Bulgaria | 2024 |
| Primera Liga de Bulgaria | PFC Ludogorets Razgrad | Bulgaria | 2025 |
| Copa de Bulgaria         | PFC Ludogorets Razgrad | Bulgaria | 2025 |